# Homenaje a Federico García Lorca
El Homenaje a Federico García Lorca es una obra para ensamble instrumental de 1936 en tres movimientos del compositor mexicano Silvestre Revueltas. La audición completa de la obra es de alrededor de 10 minutos. Se encuentra publicada en Peermusic.

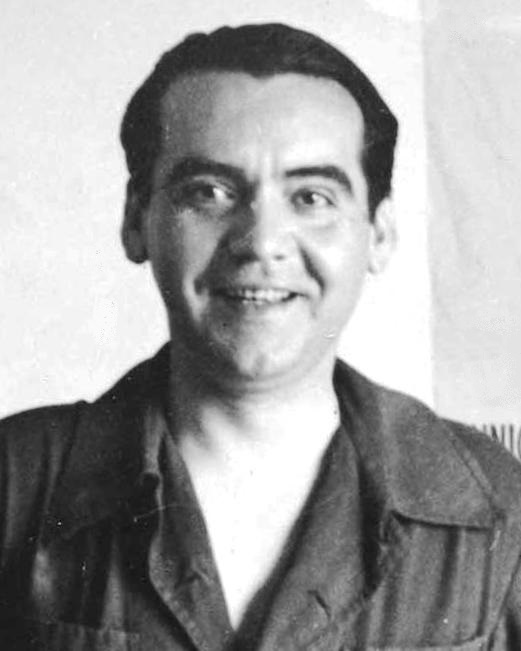
Federico García Lorca en 1932

## Historia y aspectos generales

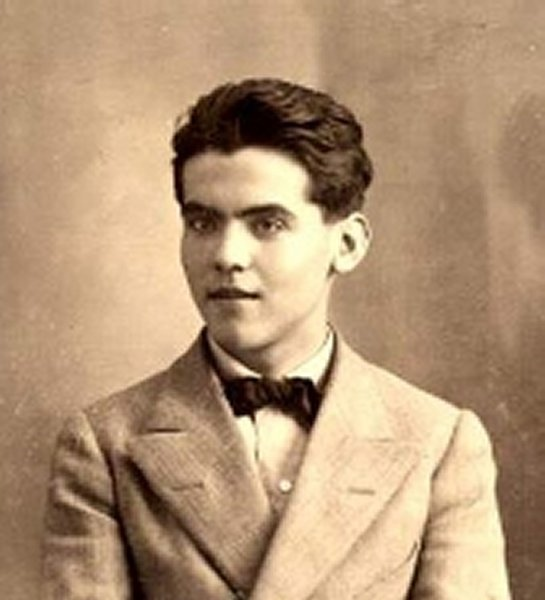
Federico García Lorca en 1914. Foto anónima hallada en la Universidad de Granada en 2007, proveniente de una ficha de estudiante.

El mundo cultural internacional quedó profundamente conmocionado por el asesinato de Federico García Lorca el 18 de agosto de 1936. Algunas fuentes citan que Revueltas ya había compuesto los movimientos primero y tercero antes de dicho evento trágico, le añadió el movimiento lento durante su estancia en España en la Guerra Civil Española llevando el título que actualmente posee. La composición fue lenta y trabajosa pues el movimiento restante lo resolvió en medio de los disturbios de la guerra. Revueltas era un gran admirador de Lorca y gustaba de recitar sus poemas. Varias de sus obras están inspiradas en poemas de Lorca como las 5 canciones profanas. Por la información que se cuenta parece ser que fue la única o una de las pocas obras publicadas por el compositor en vida. Una gran cantidad de estudiosos de Revueltas concuerdan en que se trata de la mejor obra escrita por el autor.

## Análisis
Aunque la obra se subdivide en tres partes cada una relacionada con una influencia folclórica, todas tienen un tratamiento de poema sinfónico o libre al carecer de una forma rígida. La obra brilla por el tratamiento genial del ostinato que genera texturas muy claras, lo cual cobra más importancia que los demás elementos musicales. La obra es lo más cercano dentro de su catálogo a una sonata en tres movimientos sin serlo. La instrumentación consta de una orquesta de cámara con piccolo, clarinete en Mib, dos trompetas, trombón, tuba, tamtam, xilófono, piano, dos violines y contrabajo. La ausencia de maderas graves, violas y violoncelos evoca una banda de pueblo mexicana o el sonido de música indígena. La composición consta de tres movimientos:
- Baile: Lento (quasi recitativo)–Allegro (octavo = 200)–Lento (quasi recitativo) | 16 de octubre

- Duelo: cuarto = 96 | 1° de noviembre

- Son: cuarto = 104–112 | 12 de octubre[5]

En el baile el piano realiza un ostinato en sol mientras que están los dieciseisavos en el contrabajo. En esta textura los instrumentos de viento realizan el material temático. El segundo movimiento, Duelo, está escrito en un estilo cercano a los martinetes de Andalucía que cantaban los mineros y prisioneros que esperaban una sentencia imitando el acompañamiento característico del martillo y yunque. Revueltas escribió un ostinato aparte para el xilófono a partir de donde la trompeta rompe en llanto en una melodía en do # menor (Sánchez-Gutiérrez 1996, 102–103). En el Son, Revueltas sobrepone varios ostinatos (Dean 1992, 76–77).

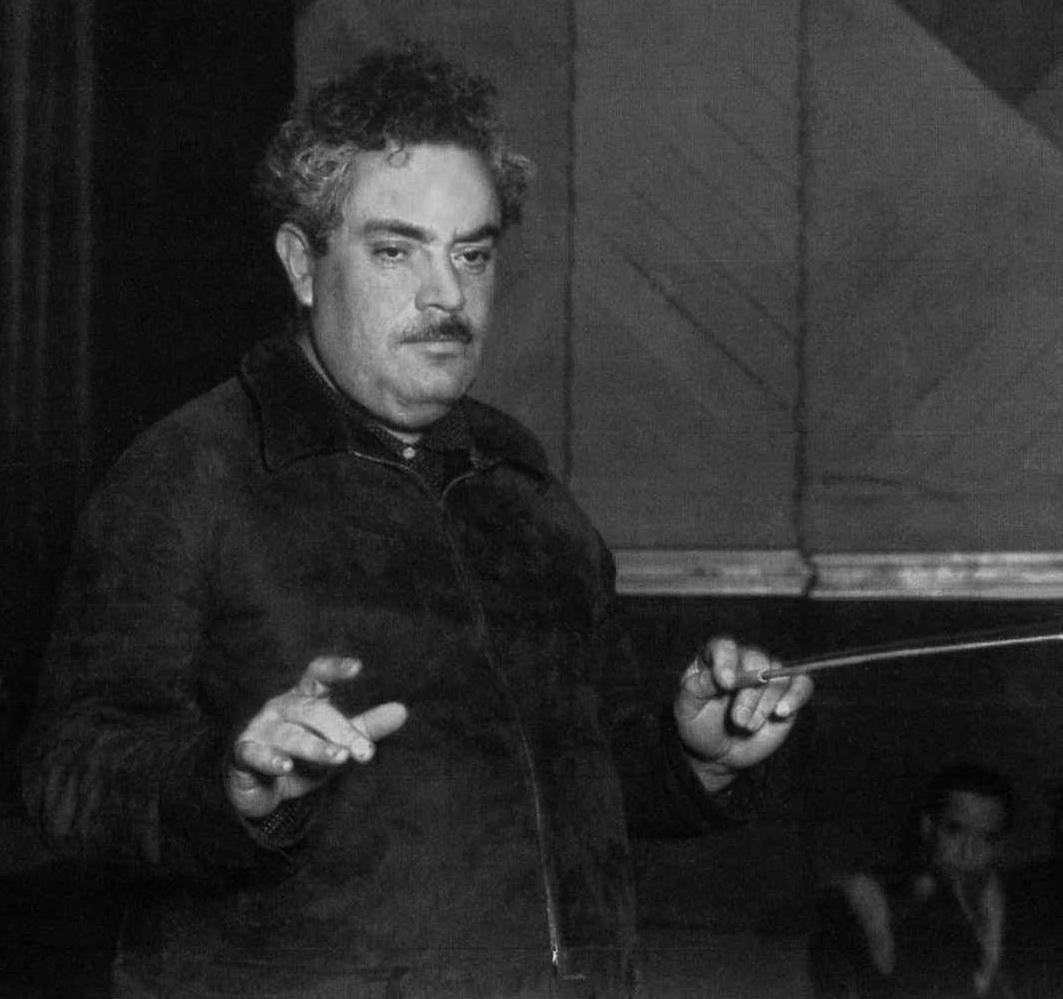
Silvestre Revueltas dirigiendo